# Dalechampia chevalieri
Dalechampia chevalieri là một loài thực vật có hoa trong họ Đại kích. Loài này được Beille mô tả khoa học đầu tiên năm 1910.